# Jeffryes-Gletscher
Der Jeffryes-Gletscher ist ein Gletscher im ostantarktischen Georg-V.-Land. Er fließt zur Watt Bay.
Das Antarctic Names Committee of Australia benannte ihn am 12. August 2010 nach Sydney Harry Jeffryes (1884–1942), ab 1913 Funker bei der Australasiatischen Antarktisexpedition (1911–1914) unter der Leitung des australischen Polarforschers Douglas Mawson, die unter anderem in diesem Gebiet operiert hatte.